# Charles Luther
Karl August "Charles" Luther, född den 8 augusti 1885, död den 24 januari 1962, var en svensk friidrottare som tävlade i kortdistanslöpning för klubbarna IFK Göteborg och Örgryte IS (från år 1915).
Luther vann en olympisk silvermedalj under OS 1912 i Stockholm. Han var med i det svenska laget som kom på andra plats på 4x100 meter stafett. Det var tre lag i finalen, det brittiska laget vann före Tyskland, men det tyska laget blev diskvalificerat för felväxling. Storbritannien vann guldet och Sverige silver och det delades inte ut några bronsmedaljer. De andra löparna i det svenska laget var Ivan Möller, Knut Lindberg och Thure Persson. Luther deltog även på 100 meter och 200 meter men blev utslagen i semifinal i bägge grenarna.
Luther vann SM-guld på 100 meter 1913 och 1915 samt stafettguld 4x100 meter 1918.

## Personliga rekord
- 100 m: 10,9 s (Kristiania, Norge,  7 september 1913)[5]
- 200 m: 22,3 s (Stockholms Stadion 10 juli 1912)[6]

### Fotnoter
1. 1 2  SOK:s aktivsida Läst 2015-04-25
2. 1 2 3 4 5 6  Wiger 2006, s. 36.
3. 1 2 3  Wiger 2006, s. 40.
4. 1 2 3  Wiger 2006, s. 149.
5. ↑  Holmberg 2009, s. 38.
6. ↑  Holmberg 2009, s. 71.